# Nagel-Heyer Records
Nagel-Heyer Records is een onafhankelijk Duits platenlabel voor mainstream-jazz-platen. Het werd in 1992 in Hamburg opgericht en heeft tot nog toe bijna driehonderd platen uitgebracht.
Aanleiding voor de oprichting door Frank, Hans en Sabine Nagel-Heyer was een concert naar aanleiding van de honderdste geboortedag van George Gershwin. Musici van wie werk op het label uitkwam, waren onder meer Ruby Braff, Clark Terry, Zoot Sims, Buck Clayton, Ralph Sutton en Warren Vaché. Ook heeft het albums van nieuwe, opkomende musici uitgebracht, zoals Lyambiko en Roy Powell.